# Sénégali de Shelley
 (décembre 2021).
Si vous disposez d'ouvrages ou d'articles de référence ou si vous connaissez des sites web de qualité traitant du thème abordé ici, merci de compléter l'article en donnant les références utiles à sa vérifiabilité et en les liant à la section « Notes et références ».
Cryptospiza shelleyi
Espèce
Statut de conservation UICN

 EN C2a(i) : En danger
Le Sénégali de Shelley (Cryptospiza shelleyi) est une espèce de passereau appartenant à la famille des Estrildidae.

## Répartition et habitat
Cet oiseau est endémique des forêts d'altitude du rift Albertin.